# Novačekita
La novačekita és un mineral de la classe dels fosfats, que pertany al grup de l'autunita. Rep el nom en honor de Radim Nováček (Ústí Nad Orlicí, Àustria-Hongria, 21 de març de 1905 – Mauthausen, Àustria, 12 de febrer de 1942), mineralogista i químic analític de la Universitat Charles, a Praga (República Txeca).
Fins al mes de setembre de 2022 s'anomenava novačekita-II, canviant el nom a l'actual degut a les noves directrius aprovades per la CNMNC per a la nomenclatura de polimorfs i polisomes.

## Característiques
La novačekita és un arsenat de fórmula química Mg(UO₂)₂(AsO₄)₂·10H₂O. Cristal·litza en el sistema monoclínic. La seva duresa a l'escala de Mohs es troba entre 2 i 2,5. La novačekita-I és molt inestable en condicions ambientals i es deshidrata ràpidament a novačekita-II, i en part també a metanovačekita. La novačekita-II també pot revertir el procés i rehidratar-se a partir de la metanováčekita en condicions ambientals.
Segons la classificació de Nickel-Strunz, la novačekita pertany a «08.EB: Uranil fosfats i arsenats, amb ràtio UO₂:RO₄ = 1:1» juntament amb els següents minerals: autunita, heinrichita, kahlerita, novačekita-I, saleeïta, torbernita, uranocircita, uranospinita, xiangjiangita, zeunerita, metarauchita, rauchita, bassetita, lehnerita, metaautunita, metasaleeïta, metauranocircita, metauranospinita, metaheinrichita, metakahlerita, metakirchheimerita, metanovačekita, metatorbernita, metazeunerita, przhevalskita, metalodevita, abernathyita, chernikovita, metaankoleïta, natrouranospinita, trögerita, uramfita, uramarsita, threadgoldita, chistyakovaïta, arsenuranospatita, uranospatita, vochtenita, coconinoïta, ranunculita, triangulita, furongita i sabugalita.

## Formació i jaciments
Ha estat descrita a la mina núm. 18 de les mines de Paliokamariza, a Àtica (Grècia), a les pedreres Montoso, al Piemont (Itàlia), i en dos indrets de l'estat alemany de Baden-Württemberg: a la mina Michael, a la localitat de Lahr, i a la mina Clara, a Freiburg.